# ジーナ・ハスペル
ジーナ・ハスペル（Gina Cheri Haspel, 1956年10月1日 - ）はアメリカ合衆国の政治家。第7代中央情報局長官（CIA長官）を務めた。

## 経歴
1985年にCIAに入局した。キャリアの大半を秘密工作部門で過ごし、CIA副長官に就任するまでの公的記録は存在しない。
元CIA長官のマイケル・ヘイデンは2017年に出した声明で「ハスペル氏はCIA及び国家が求めたあらゆる職務に対し、高い品格とプロ意識・誠実さをもって対応してきた」と述べている。
2018年5月17日にアメリカ合衆国上院はジーナ・ハスペルのCIA長官就任を賛成54・反対45の賛成多数で承認した。5月21日に宣誓を行い、正式にCIA長官に就任した。CIA創設以来史上初の女性長官 となった。2020年11月に実施されたアメリカ大統領選挙以降、その消息は不明である。

## 人道的な問題に対する懸念
「ブラック・サイト（秘密軍事施設）」として知られるタイの秘密収容所の運営を任されていた。アルカーイダの幹部として拘束したアブ・ズベイダ容疑者に対し、1カ月に83回の水責めや睡眠の遮断などが行われ、ハスペルは拷問の映像が映った数十本のビデオテープの破棄を命じたと報じられている。